# Franz Schalk
Franz Schalk (* 27. Mai 1863 in  Wien; † 3. September 1931 in Edlach, Gemeinde Reichenau an der Rax, Niederösterreich) war ein österreichischer Dirigent und langjähriger Direktor der Wiener Staatsoper.

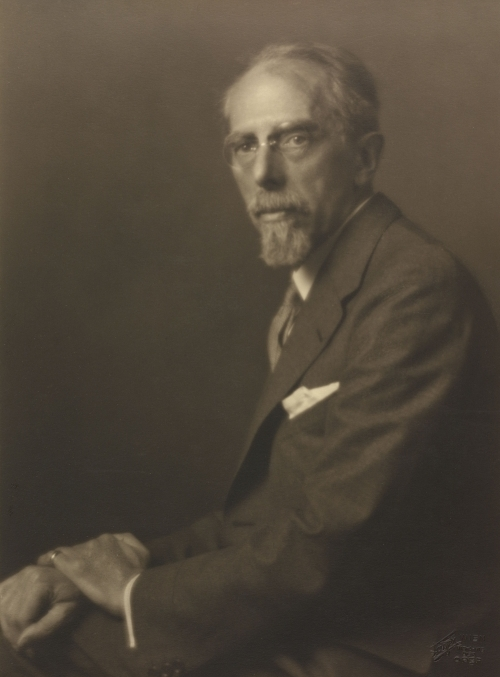
Aufnahme von Georg Fayer (1927)

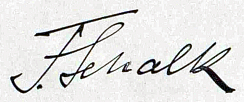
Unterschrift von Franz Schalk (1915)

## Leben
Franz Schalk studierte von 1875 bis 1881 am Wiener Konservatorium der Gesellschaft der Musikfreunde Violine bei Joseph Hellmesberger und Karl Heißler, Klavier bei Julius Epstein und Musiktheorie sowie Komposition bei Anton Bruckner. Auf Anraten Bruckners schlug er die Kapellmeister-Laufbahn ein. Nach ersten Stationen in Olmütz, Czernowitz, Karlsbad, Reichenberg, Breslau und Graz kam er 1895 ans Deutsche Landestheater Prag und 1898 an die Königliche Oper Berlin. Bei Gastdirigaten am Covent Garden in London (1898, 1907, 1911) und an der Metropolitan Opera in New York (1898/99) begründete er seinen internationalen Ruf als Wagner-Dirigent.
Im Jahr 1900 wurde Schalk von Gustav Mahler als Erster Kapellmeister an die Wiener Hofoper berufen. Dort dirigierte er u. a. die Uraufführung von Erich Wolfgang Korngolds Ballett Der Schneemann (1910). Von 1904 bis 1921 leitete er die Konzerte der Gesellschaft der Musikfreunde. 1909 bis 1919 war er Lehrer an der Wiener Musikakademie und in den Jahren von 1918 bis 1929 Direktor der Wiener Staatsoper. Von 1919 bis 1924 teilte er sich diesen Posten mit dem Komponisten Richard Strauss, dessen Oper Die Frau ohne Schatten unter Schalks Leitung 1919 zur Uraufführung kam. Diese Zeit gilt als Blütezeit der Staatsoper, deren Gastspieltätigkeit er mit Reisen nach Genf, Paris, Köln und Stockholm begründete. Er förderte u. a. auch das Werk des Komponisten Franz Schmidt und dirigierte die Uraufführungen von dessen 2. Sinfonie (1913) und 3. Sinfonie (1928). Schalk war maßgeblich an der Gründung der Salzburger Festspiele beteiligt und wirkte dort bis zu seinem Tod als Direktionsmitglied, außerdem hatte er einen Posten als Dirigent an der Wiener Hofburgkapelle inne.
Franz Schalk war, wie sein älterer Bruder Joseph ein Schüler von Anton Bruckner. Zwar trug er wesentlich dazu bei, Bruckners Symphonien bekanntzumachen, jedoch muss einschränkend erwähnt werden, dass er diese Werke, oft in Gemeinschaftsarbeit mit seinem Bruder und/oder Ferdinand Löwe, für seine Aufführung stark bearbeitete und nicht selten vollkommen entstellte. Markantestes Beispiel ist hier Bruckners 5. Symphonie, deren Uraufführung Schalk 1894 in Graz leitete. Er strich in ihrem Finalsatz über 100 Takte und instrumentierte den verbleibenden Rest, wie die anderen Symphoniesätze auch, völlig neu. In dieser Fassung wurde das Werk schließlich veröffentlicht. Erst in den 1930er Jahren konnte der Musikwissenschaftler Robert Haas die Originalfassungen der fünften wie auch der anderen bearbeiteten Bruckner-Symphonien veröffentlichen. Die Fassungen der Brüder Schalk und Ferdinand Löwes fielen der Vergessenheit anheim.
Das Verhältnis Bruckner-Schalk war nicht ungetrübt. Wie inzwischen durch die Veröffentlichung des Briefwechsels herauskam – Benjamin-Gunnar Cohrs hatte darüber referiert – waren die Brüder Schalk zu Bruckner nicht immer ehrlich. Nach außen taten sie sehr hilfsbereit; aber hinten rum machten sie sich über ihn oft lustig. Bruckner schien das zu spüren und so berichtete Max Auer, dass Bruckner 1893 während eines Spaziergangs – auf die Herausgeber seiner Sinfonien angesprochen, sehr verärgert – im bairischen Dialekt seiner Heimat – herausplatzte: „Hörn S’ ma auf mit dö zwoa Kerln, wann die meine Sinfonien spiel’n, kenn’ i s’ ja nimmer.“ Trotz mancher bedenklicher Charakterzüge des jungen Schalk – die man vielleicht mit seiner Unreife entschuldigen kann – war Schalk einer der wichtigsten Förderer von Bruckners Musik.
Er hat seine Ansichten im Laufe seines Lebens revidiert und stand der Idee einer Gesamtausgabe zwar abwartend gegenüber; jedoch lehnte er sie nicht grundsätzlich ab. Von einem Treffen von Bruckner-Experten in München (1927) berichtete Max Auer, dass Schalk eine Veröffentlichung der Manuskripte, zwar nur zu wissenschaftlichen Zwecken, dann aber letztendlich dann doch befürwortete. Wichtig erschienen ihm außerdem die Linzer Fassung der 1. Sinfonie und die Veröffentlichung der 6. Sinfonie nach dem Manuskript.
Besonders die f-Moll-Messe wollte er unbedingt in der ursprünglichen, schlichten Fassung der Hofkapelle gedruckt sehen, denn er hatte diese Messe in der Manuskript-Fassung nach 1919 gerne und regelmäßig dirigiert. (Irgendwie lehnte er damit indirekt die Arbeit seines Bruders Josef ab, der den Erstdruck stark bearbeitet hatte!)
Siegmund von Hausegger berichtete, dass Schalk dann ihm gegenüber 1930 eine selbstironische, sehr kritische Einstellung zu seiner eigenen Tätigkeit als Bearbeiter vertrat. (In München hatte er 1930 die 6. Sinfonie in seiner – nach dem Manuskript revidierten und eingerichteten – Fassung aufgeführt. Er kam hier dem Original recht nahe.) Die Uraufführung der 9. Sinfonie im Original sollte er auf Auers Wunsch hin übernehmen; da er aber bereits schwer erkrankt war, konnte er auf das Schreiben von Auer nicht mehr antworten und Siegmund von Hausegger übernahm 1932 diese denkwürdige Uraufführung.
Während seiner Tätigkeit als Operndirektor wurden viele wichtige Werke erstaufgeführt; die Fragmente aus Gustav Mahlers 10. Sinfonie brachte er 1924 zur Uraufführung.
Schalk wohnte eine Zeit lang im 13. Wiener Gemeindebezirk, Hietzing, in der Elßlergasse 26. 1935 wurde in der Nähe der Franz-Schalk-Platz nach ihm benannt. Seit 1963 verleihen die Wiener Philharmoniker die Franz-Schalk-Medaille in Gold.
Franz Schalk war mit der Sängerin Lili Schalk (geb. von Hopfen, 1873–1967) verheiratet. Sie besaß als seine Erbin viele der Manuskripte Anton Bruckners. Obwohl es eine vertragliche Übereinkunft gab, diese für die Gesamtausgabe – wenigstens zur Einsichtnahme – zur Verfügung zu stellen, gab es darüber immer wieder Probleme mit der Leitung der Anton-Bruckner-Gesamtausgabe. Beispielsweise erhielt Robert Haas 1939 keinen Zugang zur Stichvorlage der 3. Sinfonie (III/3). Erst Leopold Nowak bekam Zugang zu vielen der Quellen. Auch die inzwischen publizierte und aufgeführte Zwischenform des Adagios der 8. Sinfonie befand sich unter den Musikhandschriften.

## Bekannte Schüler (Auszug)
- Hermann Ritter von Schmeidel (1894–1953), Musikpädagoge, NS-Musikfunktionär, Komponist und Dirigent
- Herbert von Karajan (1908–1989), Dirigent